# تانيا تشيروف
تانيا تشيروف مواليد 26 فبراير 1981 في صربيا، جمهورية يوغوسلافيا الاشتراكية الاتحادية، هي لاعبة كرة سلة بلغارية. بدأت مسيرتها الاحترافية في سنة 1993. اعتزلت اللعب في 2016. لعبت مع نادي ليبرتاس تروجيلوس لكرة السلة في الدوري الإيطالي لكرة السلة للسيدات.

## روابط خارجية
- تانيا تشيروف على موقع الاتحاد الدولي لكرة السلة (الإنجليزية)
- تانيا تشيروف على موقع كرة السلة الأوروبية.كوم (الإنجليزية)